# 사카

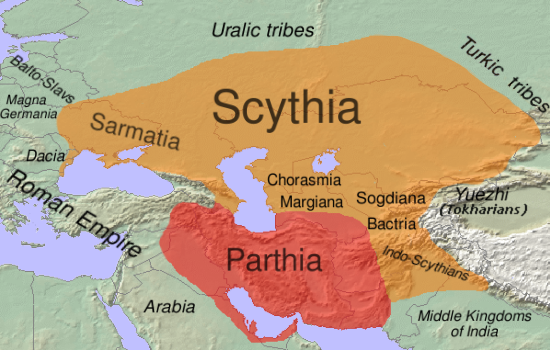

사카(Saka)는 이란계 유목민족으로 중앙아시아에 살던 스키타이인을 부르는 명칭이다. 유라시아의 평원을 이동하며 살던 민족이다.

## 역사

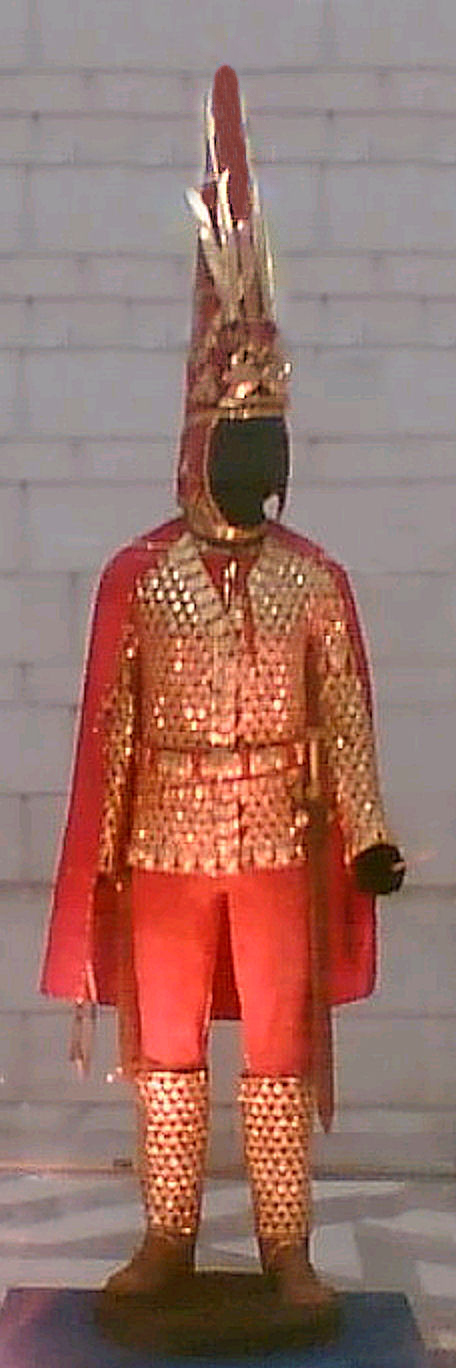
카자흐스탄 이시크 마을에서 출토된 스키타이 왕족의 갑옷

아케메네스 제국에서는 그들은 살고 있었으며 사카는 그들의 이름을 따라서 지어졌다. 그들은 또 고대 이란의 다른 지역에도 살았다.
고대 그리스인은 사카족을 스키타이인으로 불렀지만 페르시아 제국의 언어로는 그들은 사카이라고 불렸다. 그들에게 사카이라는 이름은 모든 스키트 종족을 뜻함은 물론 중앙아시아와 극동의 종족까지 의미하였다.
이들은 중앙아시아와 극동의 종족은 이제 카자흐스탄, 우즈베키스탄, 타지키스탄, 아프가니스탄, 파키스탄과 인도의 일부, 알타이산맥, 러시아의 시베리아 등에서 중기 페르시아 시대가 시작되는 서기 300년 이전부터 살았다. 그리하여 로마인들은 사캐와 스키태를 모두 인식한다.
스키타이인은 그들 영역의 양단에서 고대어로 인식되었다. 그들은 중국에 사이(塞)로 알려져 있으며 서쪽에서는 그들은 중동으로 들어간 첫 이란인에 속했다. 에사르하돈 시대의 아시리아인들은 아카드어로 아시쿠자 또는 이쉬후자라 불렀던 이들에 원정하였다.
고대 히브리 문헌에는 아쉬쿠즈는 기미리(고머)에서 나온 것으로 고려된다. 스키타이인은 역시 우크라이나의 키예프와 트라키아 그리고 마케도니아로 팽창하였다.
고대 이란 시대에 스키타이인이 페르시아어 이외에 다른 말을 사용하였는지 증거가 없지만 그들은 지역의 이름이 할당되었다. 언어는 중기 이란 시대에는 매우 달랐다. 그러나 사카어의 유일한 잔재는 중앙아시아에 있다. 그러나 그곳의 언어는 나머지 페르시아어와 매우 다르며 따라서 동페르시아어 또는 북동페르시아어라 불린다. 그것은 또 두가지 방언으로 나뉘었다. 중기 이란 시대까지 스키트는 사르마티아인, 알란, 록솔라니 등의 다른 이름의 민족으로 대체되었거나 훈족에 동화되었다.

## 갤러리

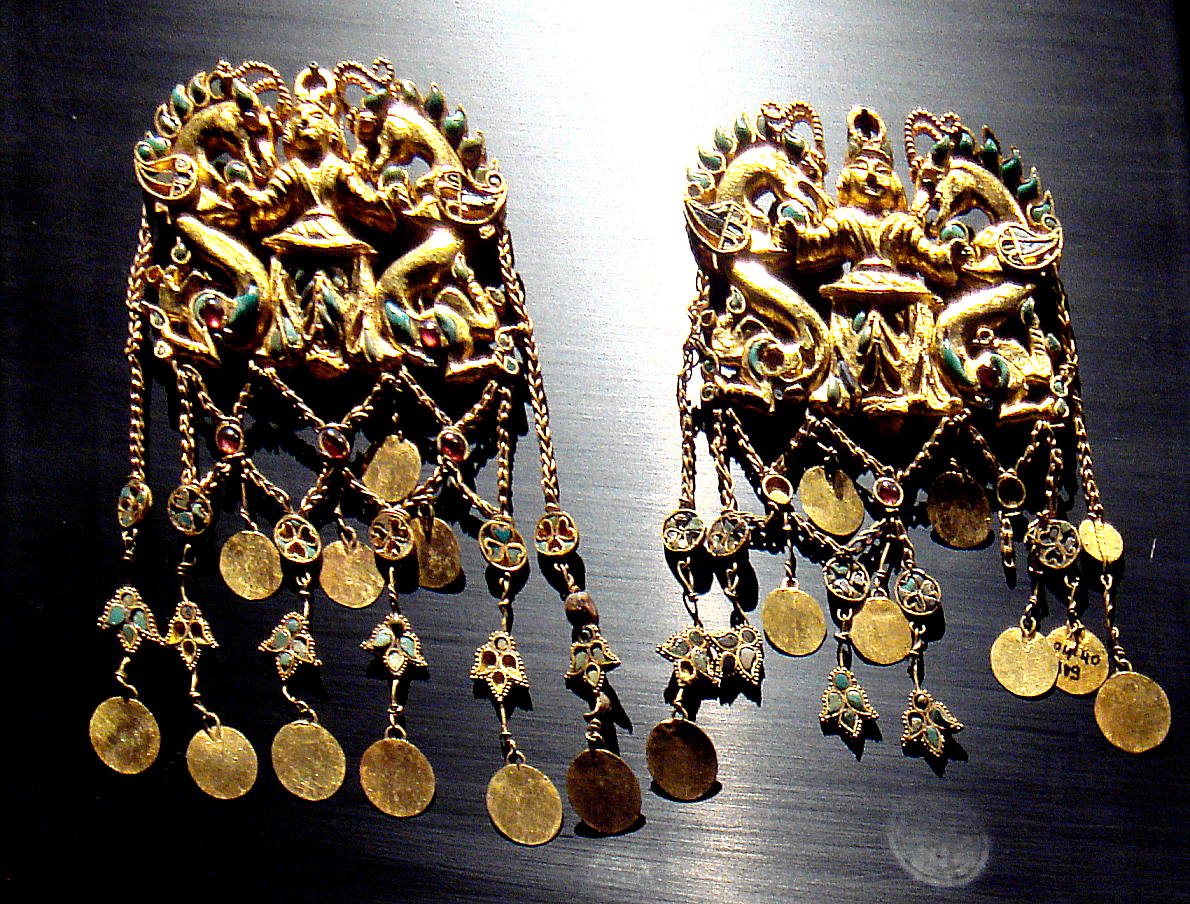
박트리아의 틸리아 테페에서 발굴된 금 공예품
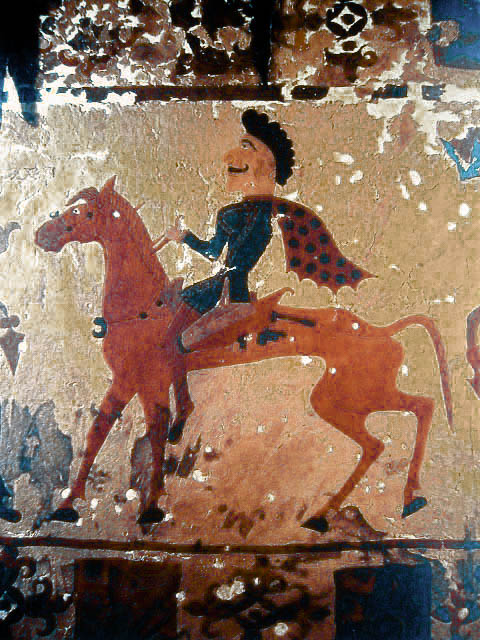
기원전 300년경의 중앙 아시아 파지르크의 사카 기병
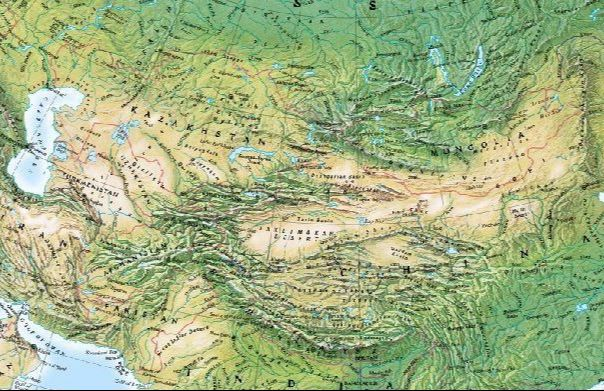
북서의 코카서스에서 북동 몽골리아까지의 중앙아시아 지도

## 같이 보기
- 월지
- 박트리아